# Спасский сельский совет (Кролевецкий район)
Спасский сельский совет (укр. Спаська сільська рада) — входит в состав
Кролевецкого района
Сумской области
Украины.
До 2016 года носил название Ленинский сельский совет.
Административный центр сельского совета находится в 
с. Спасское.

## Населённые пункты совета
- с. Спасское
- с. Лапшино
- с. Любитово